# Lista de partidas de Neymar pela Seleção Brasileira de Futebol
Esta é uma lista de partidas de Neymar pela Seleção Brasileira de Futebol.
Neymar é um futebolista brasileiro que atualmente defende o clube arábico Al Hilal. O jogador atua como atacante e ponta. Ele é conhecido pela sua velocidade, agilidade, e habilidades para driblar, finalizar e jogar com os dois pés. Seu estilo de jogo tem rendido elogios por parte da mídia e de fãs, sendo que jogadores como Lionel Messi e Ronaldinho Gaúcho afirmaram que "ele será o melhor do mundo".

## Partidas
Sub-20
| Ano   | Jogos | Gols | Média |
| ----- | ----- | ---- | ----- |
| 2009  | 3     | 1    | 0,33  |
| Total | 3     | 1    | 0,33  |

|    | Data                  | Local                                  | Resultado | Adversário | Gols | Competição                   |
| -- | --------------------- | -------------------------------------- | --------- | ---------- | ---- | ---------------------------- |
| 1. | 24 de outubro de 2009 | Estádio Teslim Balogun, Lagos, Nigéria | 3–2       | Japão      | 1    | Copa do Mundo Sub-17 de 2009 |
| 2. | 27 de outubro de 2009 | Estádio Teslim Balogun, Lagos, Nigéria | 0–1       | México     | 0    | Copa do Mundo Sub-17 de 2009 |
| 3. | 30 de outubro de 2009 | Estádio Nacional, Abuja, Nigéria       | 0–1       | Suíça      | 0    | Copa do Mundo Sub-17 de 2009 |

Sub-20
| Ano   |       |      |       |
| Ano   | Jogos | Gols | Média |
| ----- | ----- | ---- | ----- |
| 2011  | 7     | 9    | 1,28  |
| Total | 7     | 9    | 1,28  |

|    | Data                    | Local                                      | Resultado | Adversário | Gols | Competição                   |
| -- | ----------------------- | ------------------------------------------ | --------- | ---------- | ---- | ---------------------------- |
| 1. | 17 de janeiro de 2011   | Estádio Jorge Basadre, Tacna, Peru         | 4–2       | Paraguai   | 4    | Sul-Americano Sub-20 de 2011 |
| 2. | 20 de janeiro de 2011   | Estádio Jorge Basadre, Tacna, Peru         | 3–1       | Colômbia   | 1    | Sul-Americano Sub-20 de 2011 |
| 3. | 23 de janeiro de 2011   | Estádio 25 de Novembro, Moquegua, Peru     | 1–1       | Bolívia    | 0    | Sul-Americano Sub-20 de 2011 |
| 4. | 31 de janeiro de 2011   | Estádio Monumental da UNSA, Arequipa, Peru | 5–1       | Chile      | 2    | Sul-Americano Sub-20 de 2011 |
| 5. | 3 de fevereiro de 2011  | Estádio Monumental da UNSA, Arequipa, Peru | 2–0       | Colômbia   | 0    | Sul-Americano Sub-20 de 2011 |
| 6. | 6 de fevereiro de 2011  | Estádio Monumental da UNSA, Arequipa, Peru | 1–2       | Argentina  | 0    | Sul-Americano Sub-20 de 2011 |
| 7. | 12 de fevereiro de 2011 | Estádio Monumental da UNSA, Arequipa, Peru | 6–0       | Uruguai    | 2    | Sul-Americano Sub-20 de 2011 |

Sub-23 (Olímpico)
| Ano   | Jogos | Gols | Assist. | Média |
| ----- | ----- | ---- | ------- | ----- |
| 2012  | 7     | 4    | 5       | 0,57  |
| 2016  | 7     | 4    | 3       | 0,0   |
| Total | 14    | 8    | 8       | 0,57  |

|     | Data                  | Local                                        | Resultado | Adversário    | Gols | Competição              |
| --- | --------------------- | -------------------------------------------- | --------- | ------------- | ---- | ----------------------- |
| 1.  | 20 de julho]] de 2012 | Riverside Stadium, Middlesbrough, Inglaterra | 0–2       | Grã-Bretanha  | 1    | Amistoso                |
| 2.  | 26 de julho de 2012   | Millennium Stadium, Cardiff, País de Gales   | 3–2       | Egito         | 1    | Jogos Olímpicos de 2012 |
| 3.  | 29 de julho de 2012   | Estádio Old Trafford, Manchester, Inglaterra | 3–1       | Bielorrússia  | 1    | Jogos Olímpicos de 2012 |
| 4.  | 1 de agosto de 2012   | St James' Park, Newcastle, Inglaterra        | 3–0       | Nova Zelândia | 0    | Jogos Olímpicos de 2012 |
| 5.  | 4 de agosto de 2012   | St James' Park, Newcastle, Inglaterra        | 3–2       | Honduras      | 1    | Jogos Olímpicos de 2012 |
| 6.  | 7 de agosto de 2012   | Old Trafford, Manchester, Inglaterra         | 3–0       | Coreia do Sul | 0    | Jogos Olímpicos de 2012 |
| 7.  | 11 de agosto de 2012  | Estádio de Wembley, Londres, Inglaterra      | 1–2       | México        | 0    | Jogos Olímpicos de 2012 |
| 8.  | 30 de julho de 2016   | Estádio Serra Dourada, Goiânia, Brasil       | 2–0       | Japão         | 0    | Amistoso                |
| 9.  | 4 de agosto de 2016   | Estádio Olímpico, Brasília                   | 0–0       | África do Sul | 0    | Jogos Olímpicos 2016    |
| 10. | 7 de agosto de 2016   | Estádio Olímpico, Brasília                   | 0–0       | Iraque        | 0    | Jogos Olímpicos 2016    |
| 11. | 10 de agosto de 2016  | Arena Fonte Nova, Salvador                   | 4–0       | Dinamarca     | 0    | Jogos Olímpicos 2016    |
| 12. | 13 de agosto de 2016  | Arena Corinthians, São Paulo                 | 2–0       | Colômbia      | 1    | Jogos Olímpicos 2016    |
| 13. | 17 de agosto de 2016  | Maracanã, Rio de Janeiro                     | 6–0       | Honduras      | 2    | Jogos Olímpicos 2016    |
| 14. | 20 de agosto de 2016  | Maracanã, Rio de Janeiro                     | 1–1 (5–4) | Alemanha      | 1    | Jogos Olímpicos 2016    |

Seleção principal

| Ano   | Jogos | Gols | Assist. | Média |
| ----- | ----- | ---- | ------- | ----- |
| 2010  | 2     | 1    | 0       | 0,50  |
| 2011  | 13    | 7    | 2       | 0,53  |
| 2012  | 12    | 9    | 8       | 0,75  |
| 2013  | 19    | 10   | 9       | 0,52  |
| 2014  | 14    | 15   | 3       | 1,07  |
| 2015  | 9     | 4    | 1       | 0,44  |
| 2016  | 6     | 4    | 3       | 0,50  |
| 2017  | 8     | 3    | 4       | 0,20  |
| 2018  | 13    | 7    | 6       | 0,80  |
| 2019  | 5     | 1    | 0       | 0     |
| 2020  | 2     | 3    | 2       | 1,5   |
| 2021  | 13    | 6    | 9       | 1,0   |
| 2022  | 8     | 7    | 3       | 1     |
| 2023  | 4     | 2    | 1       | 2     |
| Total | 128   | 79   | 58      | 0,83  |

|      | Data                    | Local                                                             | Resultado | Adversário           | Gols | Competição                         |
| ---- | ----------------------- | ----------------------------------------------------------------- | --------- | -------------------- | ---- | ---------------------------------- |
| 1.   | 10 de agosto de 2010    | Nova Jersey, Estados Unidos                                       | 2–0       | Estados Unidos       | 1    | Amistoso                           |
| 2.   | 17 de novembro de 2010  | Doha, Qatar                                                       | 0–1       | Argentina            | 0    | Amistoso                           |
| 3.   | 27 de março de 2011     | Londres, Inglaterra                                               | 2–0       | Escócia              | 2    | Amistoso                           |
| 4.   | 4 de junho de 2011      | Goiânia, Brasil                                                   | 0–0       | Países Baixos        | 0    | Amistoso                           |
| 5.   | 7 de junho de 2011      | São Paulo, Brasil                                                 | 1–0       | Romênia              | 0    | Amistoso                           |
| 6.   | 3 de julho de 2011      | La Plata, Argentina                                               | 0–0       | Venezuela            | 0    | Copa América de 2011               |
| 7.   | 9 de julho de 2011      | Córdoba, Argentina                                                | 2–2       | Paraguai             | 0    | Copa América de 2011               |
| 8.   | 13 de julho de 2011     | Córdoba, Argentina                                                | 4–2       | Equador              | 2    | Copa América de 2011               |
| 9.   | 17 de julho de 2011     | La Plata, Argentina                                               | 0–0 (0–2) | Paraguai             | 0    | Copa América de 2011               |
| 10.  | 10 de agosto de 2011    | Stuttgart, Alemanha                                               | 2–3       | Alemanha             | 1    | Amistoso                           |
| 11.  | 5 de setembro de 2011   | Londres, Inglaterra                                               | 1–0       | Gana                 | 0    | Amistoso                           |
| 12.  | 14 de setembro de 2011  | Córdoba, Argentina                                                | 0–0       | Argentina            | 0    | Superclássico das Américas de 2011 |
| 13.  | 28 de setembro de 2011  | Belém, Brasil                                                     | 2–0       | Argentina            | 1    | Superclássico das Américas de 2011 |
| 14.  | 7 de outubro de 2011    | San José, Costa Rica                                              | 1–0       | Costa Rica           | 1    | Amistoso                           |
| 15.  | 11 de outubro de 2011   | Torreón, México                                                   | 2–1       | México               | 0    | Amistoso                           |
| 16.  | 28 de fevereiro de 2012 | São Galo, Suíça                                                   | 2–1       | Bósnia e Herzegovina | 0    | Amistoso                           |
| 17.  | 30 de maio de 2012      | Washington, Estados Unidos                                        | 4–1       | Estados Unidos       | 1    | Amistoso                           |
| 18.  | 3 de junho de 2012      | Dallas, Estados Unidos                                            | 0–2       | México               | 0    | Amistoso                           |
| 19.  | 9 de junho de 2012      | Nova Jersey, Estados Unidos                                       | 3–4       | Argentina            | 0    | Amistoso                           |
| 20.  | 15 de agosto de 2012    | Estádio Råsunda, Estocolmo, Suécia                                | 3–0       | Suécia               | 0    | Amistoso                           |
| 21.  | 7 de setembro de 2012   | Estádio do Morumbi, São Paulo, Brasil                             | 1–0       | África do Sul        | 0    | Amistoso                           |
| 22.  | 10 de setembro de 2012  | Estádio do Arruda, Recife, Brasil                                 | 8–0       | China                | 3    | Amistoso                           |
| 23.  | 20 de setembro de 2012  | Estádio Serra Dourada, Goiânia, Brasil                            | 2–1       | Argentina            | 1    | Superclássico das Américas de 2012 |
| 24.  | 11 de outubro de 2012   | Estádio Swedbank, Malmö, Suécia                                   | 6–0       | Iraque               | 1    | Amistoso                           |
| 25.  | 16 de outubro de 2012   | Estádio Municipal de Poznań, Breslávia, Polônia                   | 4–0       | Japão                | 2    | Amistoso                           |
| 26.  | 14 de novembro de 2012  | MetLife Stadium, Nova Jersey, Estados Unidos                      | 1–1       | Colômbia             | 1    | Amistoso                           |
| 27.  | 21 de novembro de 2012  | Estádio La Bombonera, Buenos Aires, Argentina                     | 1–2 (4–3) | Argentina            | 0    | Superclássico das Américas de 2012 |
| 28.  | 6 de fevereiro de 2013  | Wembley, Londres, Inglaterra                                      | 1–2       | Inglaterra           | 0    | Amistoso                           |
| 29.  | 21 de março de 2013     | Stade de Genève, Genebra, Suíça                                   | 2–2       | Itália               | 0    | Amistoso                           |
| 30.  | 25 de março de 2013     | Stamford Bridge, Londres, Inglaterra                              | 1–1       | Rússia               | 0    | Amistoso                           |
| 31.  | 6 de abril de 2013      | Estádio Ramón Tahuichi Aguilera, Santa Cruz de la Sierra, Bolívia | 4–0       | Bolívia              | 2    | Amistoso                           |
| 32.  | 24 de abril de 2013     | Mineirão, Belo Horizonte, Brasil                                  | 2–2       | Chile                | 1    | Amistoso                           |
| 33.  | 2 de junho de 2013      | Maracanã, Rio de Janeiro, Brasil                                  | 2–2       | Inglaterra           | 0    | Amistoso                           |
| 34.  | 9 de junho de 2013      | Arena do Grêmio, Rio Grande do Sul, Brasil                        | 3–0       | França               | 0    | Amistoso                           |
| 35.  | 15 de junho de 2013     | Estádio Mané Garrincha, Brasília, Brasil                          | 3–0       | Japão                | 1    | Copa das Confederações             |
| 36.  | 19 de junho de 2013     | Arena Castelão, Fortaleza, Brasil                                 | 2–0       | México               | 1    | Copa das Confederações             |
| 37.  | 22 de junho de 2013     | Arena Fonte Nova, Salvador, Brasil                                | 4–2       | Itália               | 1    | Copa das Confederações             |
| 38.  | 26 de junho de 2013     | Estádio Mineirão, Belo Horizonte, Brasil                          | 2–1       | Uruguai              | 0    | Copa das Confederações             |
| 39.  | 30 de junho de 2013     | Estádio do Maracanã, Rio de Janeiro, Brasil                       | 3–0       | Espanha              | 1    | Copa das Confederações             |
| 40.  | 14 de agosto de 2013    | St. Jakob-Park, Basileia, Suíça                                   | 0–1       | Suíça                | 0    | Amistoso                           |
| 41.  | 7 de setembro de 2013   | Estádio Mané Garrincha, Brasília, Brasil                          | 6–0       | Austrália            | 1    | Amistoso                           |
| 42.  | 10 de setembro de 2013  | Gillette Stadium, Foxborough, Estados Unidos                      | 3–1       | Portugal             | 1    | Amistoso                           |
| 43.  | 12 de outubro de 2013   | Seoul Sang-am Stadium, Seoul, Coreia do Sul                       | 2–0       | Coreia do Sul        | 1    | Amistoso                           |
| 44.  | 15 de outubro de 2013   | Beijing National Stadium, Pequim, China                           | 2-0       | Zâmbia               | 0    | Amistoso                           |
| 45.  | 16 de novembro de 2013  | Sun Life Stadium, Miami, Estados Unidos                           | 5–0       | Honduras             | 0    | Amistoso                           |
| 46.  | 19 de novembro de 2013  | Rogers Centre, Toronto, Canadá                                    | 2–1       | Chile                | 0    | Amistoso                           |
| 47.  | 5 de março de 2014      | Soccer City, Joanesburgo, África do Sul                           | 5–0       | África do Sul        | 3    | Amistoso                           |
| 48.  | 3 de junho de 2014      | Serra Dourada, Goiânia, Brasil                                    | 4–0       | Panamá               | 1    | Amistoso                           |
| 49.  | 6 de junho de 2014      | Morumbi, São Paulo, Brasil                                        | 1–0       | Sérvia               | 0    | Amistoso                           |
| 50.  | 12 de junho de 2014     | Arena Corinthians, São Paulo, Brasil                              | 3–1       | Croácia              | 2    | Copa do Mundo                      |
| 51.  | 17 de junho de 2014     | Arena Castelão, Fortaleza, Brasil                                 | 0–0       | México               | 0    | Copa do Mundo                      |
| 52.  | 23 de junho de 2014     | Arena Mané Garrincha, Brasília, Brasil                            | 4–1       | Camarões             | 2    | Copa do Mundo                      |
| 53.  | 28 de junho de 2014     | Arena Mineirão, Belo Horizonte, Brasil                            | 1–1       | Chile                | 0    | Copa do Mundo                      |
| 54.  | 4 de julho de 2014      | Arena Castelão, Fortaleza, Brasil                                 | 2–1       | Colômbia             | 0    | Copa do Mundo                      |
| 55.  | 5 de setembro de 2014   | Sun Life Stadium, Miami, Estados Unidos                           | 1–0       | Colômbia             | 1    | Amistoso                           |
| 56.  | 9 de setembro de 2014   | MetLife Stadium, Nova Jersey, Estados Unidos                      | 1–0       | Equador              | 0    | Amistoso                           |
| 57.  | 11 de outubro de 2014   | Ninho de Pássaro, Pequim, China                                   | 2–0       | Argentina            | 0    | Superclássico das Américas de 2014 |
| 58.  | 14 de outubro de 2014   | National Stadium, Singapura, Singapura                            | 4–0       | Japão                | 4    | Amistoso                           |
| 59.  | 12 de novembro de 2014  | Estádio Şükrü Saraçoğlu, Istambul, Turquia                        | 4–0       | Turquia              | 2    | Amistoso                           |
| 60.  | 18 de novembro de 2014  | Ernst-Happel-Stadion, Viena, Áustria                              | 2–1       | Áustria              | 0    | Amistoso                           |
| 61.  | 26 de março de 2015     | Stade de France, Paris, França                                    | 3–1       | França               | 1    | Amistoso                           |
| 62.  | 29 de março de 2015     | Emirates Stadium, Londres, Inglaterra                             | 1–0       | Chile                | 0    | Amistoso                           |
| 63.  | 10 de junho de 2015     | Estádio Beira-Rio, Porto Alegre, Brasil                           | 1–0       | Honduras             | 0    | Amistoso                           |
| 64.  | 14 de junho de 2015     | Estádio Municipal Germán Becker, Temuco, Chile                    | 2–1       | Peru                 | 1    | Copa América 2015                  |
| 65.  | 17 de junho de 2015     | Estádio Monumental David Arellano, Santiago de Chile, Chile       | 0–1       | Colômbia             | 0    | Copa América 2015                  |
| 66.  | 5 de setembro de 2015   | Red Bull Arena, Nova Jersey, Estados Unidos                       | 1–0       | Costa Rica           | 0    | Amistoso                           |
| 67.  | 8 de setembro de 2015   | Gillette Stadium, Foxborough, Estados Unidos                      | 4–1       | Estados Unidos       | 2    | Amistoso                           |
| 68.  | 14 de novembro de 2015  | Monumental de Núñez, Buenos Aires, Argentina                      | 1–1       | Argentina            | 0    | Elim. Copa do Mundo de 2018        |
| 69.  | 17 de novembro de 2015  | Arena Fonte Nova, Salvador, Brasil                                | 3–0       | Peru                 | 0    | Elim. Copa do Mundo de 2018        |
| 70.  | 25 de março de 2016     | Arena Pernambuco, Recife, Brasil                                  | 2–2       | Uruguai              | 0    | Elim. Copa do Mundo de 2018        |
| 71.  | 1 de setembro de 2016   | Estádio Olímpico Atahualpa, Quito, Equador                        | 3–0       | Equador              | 1    | Elim. Copa do Mundo de 2018        |
| 72.  | 6 de setembro de 2016   | Arena Amazônia, Manaus, Brasil                                    | 2–1       | Colômbia             | 1    | Elim. Copa do Mundo de 2018        |
| 73.  | 6 de outubro de 2016    | Arena das Dunas, Natal, Brasil                                    | 5–0       | Bolívia              | 1    | Elim. Copa do Mundo de 2018        |
| 74.  | 10 de novembro de 2016  | Mineirão, Belo Horizonte, Brasil                                  | 3–0       | Argentina            | 1    | Elim. Copa do Mundo de 2018        |
| 75.  | 16 de novembro de 2016  | Estádio Nacional do Peru, Lima, Peru                              | 2–0       | Peru                 | 0    | Elim. Copa do Mundo de 2018        |
| 76.  | 23 de março de 2017     | Estádio Centenário, Montevidéu, Uruguai                           | 4–1       | Uruguai              | 1    | Elim. Copa do Mundo de 2018        |
| 77.  | 28 de março de 2017     | Arena Corinthians, São Paulo, Brasil                              | 3–0       | Paraguai             | 1    | Elim. Copa do Mundo de 2018        |
| 78.  | 31 de agosto de 2017    | Arena do Grêmio, Porto Alegre, Brasil                             | 2–0       | Equador              | 0    | Elim. Copa do Mundo de 2018        |
| 79.  | 5 de setembro de 2017   | Estádio Metropolitano Roberto Meléndez, Barranquilla, Colômbia    | 1–1       | Colômbia             | 0    | Elim. Copa do Mundo de 2018        |
| 80.  | 5 de outubro de 2017    | Estádio Hernando Siles, La Paz, Bolívia                           | 0–0       | Bolívia              | 0    | Elim. Copa do Mundo de 2018        |
| 81.  | 10 de outubro de 2017   | Allianz Parque, São Paulo, Brasil                                 | 3–0       | Chile                | 0    | Elim. Copa do Mundo de 2018        |
| 82.  | 10 de novembro de 2017  | Stade Pierre-Mauroy, Villeneuve-d'Ascq, França                    | 3–1       | Japão                | 1    | Amistoso                           |
| 83.  | 14 de novembro de 2017  | Estádio de Wembley, Londres, Inglaterra                           | 0–0       | Inglaterra           | 0    | Amistoso                           |
| 84.  | 3 de junho de 2018      | Anfield, Liverpool, Inglaterra                                    | 2–0       | Croácia              | 1    | Amistoso                           |
| 85.  | 10 de junho de 2018     | Ernst-Happel-Stadion, Viena, Áustria                              | 3–0       | Áustria              | 1    | Amistoso                           |
| 86.  | 17 de junho de 2018     | Arena Rostov, Rostov do Don, Rússia                               | 1–1       | Suíça                | 0    | Copa do Mundo                      |
| 87.  | 22 de junho de 2018     | Estádio Krestovsky, São Petersburgo, Rússia                       | 2–0       | Costa Rica           | 1    | Copa do Mundo                      |
| 88.  | 27 de junho de 2018     | Estádio Spartak, Moscou, Rússia                                   | 2–0       | Sérvia               | 0    | Copa do Mundo                      |
| 89.  | 2 de julho de 2018      | Estádio de Samara, Samara, Rússia                                 | 2–0       | México               | 1    | Copa do Mundo                      |
| 90.  | 6 de julho de 2018      | Arena Kazan, Kazan, Rússia                                        | 1–2       | Bélgica              | 0    | Copa do Mundo                      |
| 91.  | 7 de setembro de 2018   | MetLife Stadium, Nova Jersey, Estados Unidos                      | 2–0       | Estados Unidos       | 1    | Amistoso                           |
| 92.  | 11 de setembro de 2018  | FedEx Field, Landover, Estados Unidos                             | 5–0       | El Salvador          | 1    | Amistoso                           |
| 93.  | 12 de outubro de 2018   | Estádio Internacional Rei Fahd, Riade, Arábia Saudita             | 2–0       | Arábia Saudita       | 0    | Amistoso                           |
| 94.  | 16 de outubro de 2018   | Cidade dos Esportes Rei Abdullah, Jidá, Arábia Saudita            | 1–0       | Argentina            | 0    | Amistoso                           |
| 95.  | 16 de novembro de 2018  | Emirates Stadium, Londres, Inglaterra                             | 1–0       | Uruguai              | 1    | Amistoso                           |
| 96.  | 20 de novembro de 2018  | Stadium MK, Milton Keynes, Inglaterra                             | 1–0       | Camarões             | 0    | Amistoso                           |
| 97.  | 5 de junho de 2019      | Estádio Mané Garrincha, Brasília, Brasil                          | 2–0       | Catar                | 0    | Amistoso                           |
| 98   | 6 de setembro de 2019   | Hard Rock Stadium, Miami Gardens, Estados Unidos                  | 2–2       | Colômbia             | 1    | Amistoso                           |
| 99   | 10 de setembro de 2019  | Los Angeles Memorial Coliseum, Los Angeles, Estados Unidos        | 0–1       | Peru                 | 0    | Amistoso                           |
| 100  | 10 de outubro de 2019   | Estádio Nacional de Singapura, Kallang, Singapura                 | 1–1       | Senegal              | 0    | Amistoso                           |
| 101  | 13 de outubro de 2019   | Estádio Nacional de Singapura, Kallang, Singapura                 | 1–1       | Nigéria              | 0    | Amistoso                           |
| 102. | 9 de outubro de 2020    | Neo Química Arena, São Paulo, Brasil                              | 5–0       | Bolívia              | 0    | Elim. Copa do Mundo de 2022        |
| 103. | 13 de outubro de 2020   | Estádio Nacional do Peru, Lima, Peru                              | 4–2       | Peru                 | 3    | Elim. Copa do Mundo de 2022        |
| 104. | 4 de junho de 2021      | Estádio Beira-Rio, Porto Alegre, Brasil                           | 2–0       | Equador              | 1    | Elim. Copa do Mundo de 2022        |
| 105. | 8 de junho de 2021      | Estádio Defensores del Chaco, Assunção, Paraguai                  | 2–0       | Paraguai             | 1    | Elim. Copa do Mundo de 2022        |
| 106. | 13 de junho de 2021     | Estádio Nacional de Brasília, Brasília, Brasil                    | 3–0       | Venezuela            | 1    | Copa América de 2021               |
| 107. | 17 de junho de 2021     | Estádio Nilton Santos, Rio de Janeiro, Brasil                     | 4–0       | Peru                 | 1    | Copa América de 2021               |
| 108. | 23 de junho de 2021     | Estádio Nilton Santos, Rio de Janeiro, Brasil                     | 2–1       | Colômbia             | 0    | Copa América de 2021               |
| 109. | 2 de julho de 2021      | Estádio Nilton Santos, Rio de Janeiro, Brasil                     | 1–0       | Chile                | 0    | Copa América de 2021               |
| 110. | 5 de julho de 2021      | Estádio Nilton Santos, Rio de Janeiro, Brasil                     | 1–0       | Peru                 | 0    | Copa América de 2021               |
| 111. | 10 de julho de 2021     | Estádio do Maracanã, Rio de Janeiro, Brasil                       | 0–1       | Argentina            | 0    | Copa América de 2021               |
| 112. | 2 de Setembro de 2021   | Estádio Monumental David Arellano, Santiago, Chile                | 1–0       | Chile                | 0    | Elim. Copa do Mundo de 2022        |
| 113. | 9 de Setembro de 2021   | Arena Pernambuco, Pernambuco, Brasil                              | 2–0       | Peru                 | 1    | Elim. Copa do Mundo de 2022        |
| 114. | 10 de Outubro de 2021   | Estádio Metripolitano, Barranquilla, Colômbia                     | 0–0       | Colômbia             | 0    | Elim. Copa do Mundo de 2022        |
| 115. | 14 de Outubro de 2021   | Arena da Amazônia, Manaus, Brasil                                 | 4–1       | Uruguai              | 1    | Elim. Copa do Mundo de 2022        |
| 116. | 11 de Novembro de 2021  | Neo Química Arena, São Paulo, Brasil                              | 1–0       | Colômbia             | 0    | Elim. Copa do Mundo de 2022        |
| 117. | 24 de Março de 2022     | Estádio Mineirão, Belo Horizonte, Brasil                          | 4–0       | Chile                | 1    | Elim. Copa do Mundo de 2022        |
| 118. | 02 de Junho de 2022     | Estádio da Copa do Mundo de Seul, Seul, Coreia do Sul             | 5–1       | Coreia do Sul        | 2    | Amistoso                           |
| 119. | 06 de Junho de 2022     | Estádio Nacional do Japão, Tóquio, Japão                          | 1–0       | Japão                | 1    | Amistoso                           |
| 120. | 23 de Setembro de 2022  | Stade Océane, Le Havre, França                                    | 3–0       | Gana                 | 0    | Amistoso                           |
| 121. | 27 de Setembro de 2022  | Parc des Princes, Paris, França                                   | 5–1       | Tunísia              | 1    | Amistoso                           |
| 122. | 24 de Novembro de 2022  | Estádio Nacional de Lusail, Lusail, Catar                         | 2–1       | Sérvia               | 0    | Copa do Mundo                      |
| 123. | 05 de Dezembro de 2022  | Estádio 974, Doha, Catar                                          | 4–1       | Coreia do Sul        | 1    | Copa do Mundo                      |
| 124. | 09 de Dezembro de 2022  | Estádio da Cidade da Educação, Al Rayyan, Catar                   | 1–1 (2–4) | Croácia              | 1    | Copa do Mundo                      |
| 125. | 08 de Setembro de 2023  | Mangueirão, Belém, Pará                                           | 5–1       | Bolívia              | 2    | Elim. Copa do Mundo de 2026        |
| 126. | 12 de Setembro de 2023  | Estádio Nacional do Peru, Lima, Peru                              | 1–0       | Peru                 | 0    | Elim. Copa do Mundo de 2026        |
| 127. | 12 de Outubro de 2023   | Arena Pantanal, Cuiabá, Brasil                                    | 1–1       | Venezuela            | 0    | Elim. Copa do Mundo de 2026        |
| 128. | 17 de Outubro de 2023   | Estádio Centenário, Montevidéu, Uruguai                           | 0–2       | Uruguai              | 0    | Elim. Copa do Mundo de 2026        |

Seleção Brasileira (total)
| Ano   | Jogos | Gols | Média |
| ----- | ----- | ---- | ----- |
| 2009  | 3     | 1    | 0,33  |
| 2010  | 2     | 1    | 0,50  |
| 2011  | 20    | 16   | 0,80  |
| 2012  | 19    | 13   | 0,68  |
| 2013  | 19    | 10   | 0,52  |
| 2014  | 14    | 15   | 1,07  |
| 2015  | 9     | 4    | 0,44  |
| 2016  | 13    | 8    | 0,66  |
| 2017  | 8     | 3    | 0,40  |
| 2018  | 13    | 7    | 0,60  |
| 2019  | 5     | 1    | 0     |
| 2020  | 2     | 3    | 1,5   |
| 2021  | 13    | 6    | 0,5   |
| 2022  | 8     | 7    | 1     |
| 2023  | 2     | 2    | 1     |
| Total | 150   | 97   | 0,85  |